# Кириково (Красноярский край)
Кириково — село в Пировском районе Красноярского края России. Входит (с 2021 года) в Пировский муниципальный округ.

## География
Село расположено в северо-западной части центрального региона Красноярского края, на берегу реки Третья. На другом берегу деревня Раменское. Фактически слилось с деревней Усковское. Расстояние до центра района села Пировское — 19 километров.
Климат
резко континентальный. Самый тёплый месяц — июль, со средней температурой +17,8 °С, с абсолютным максимумом +34,6 °С. Самый холодный месяц — январь: средняя температура составляет −20,1 °С, абсолютный минимум −52,5 °С.

## История
До 2021 года — административный центр Кириковского сельсовета.
28 декабря 2019 года Пировский муниципальный район был упразднён, а все входившие в его состав сельские поселения, в том числе Кириковский сельсовет, объединены в Пировский муниципальный округ, переходный период до 1 января 2021 года. Соответствующий административный район сохраняет свой статус.

## Население
| 2010 |
| ---- |
| 264  |

В 2002 году было 299 жителей.
Национальный состав
На 2002 год: русские — 63 %.

## Инфраструктура
В селе работает почта, дом культуры, библиотека, фельдшерско-акушерский пункт, Кириковская средняя школа (ул. Зелёная, 1д) и детский сад. Предприятия сельского хозяйства и деревообработки.

## Транспорт
Доступен автотранспортом.